# Pierścienie tłokowe

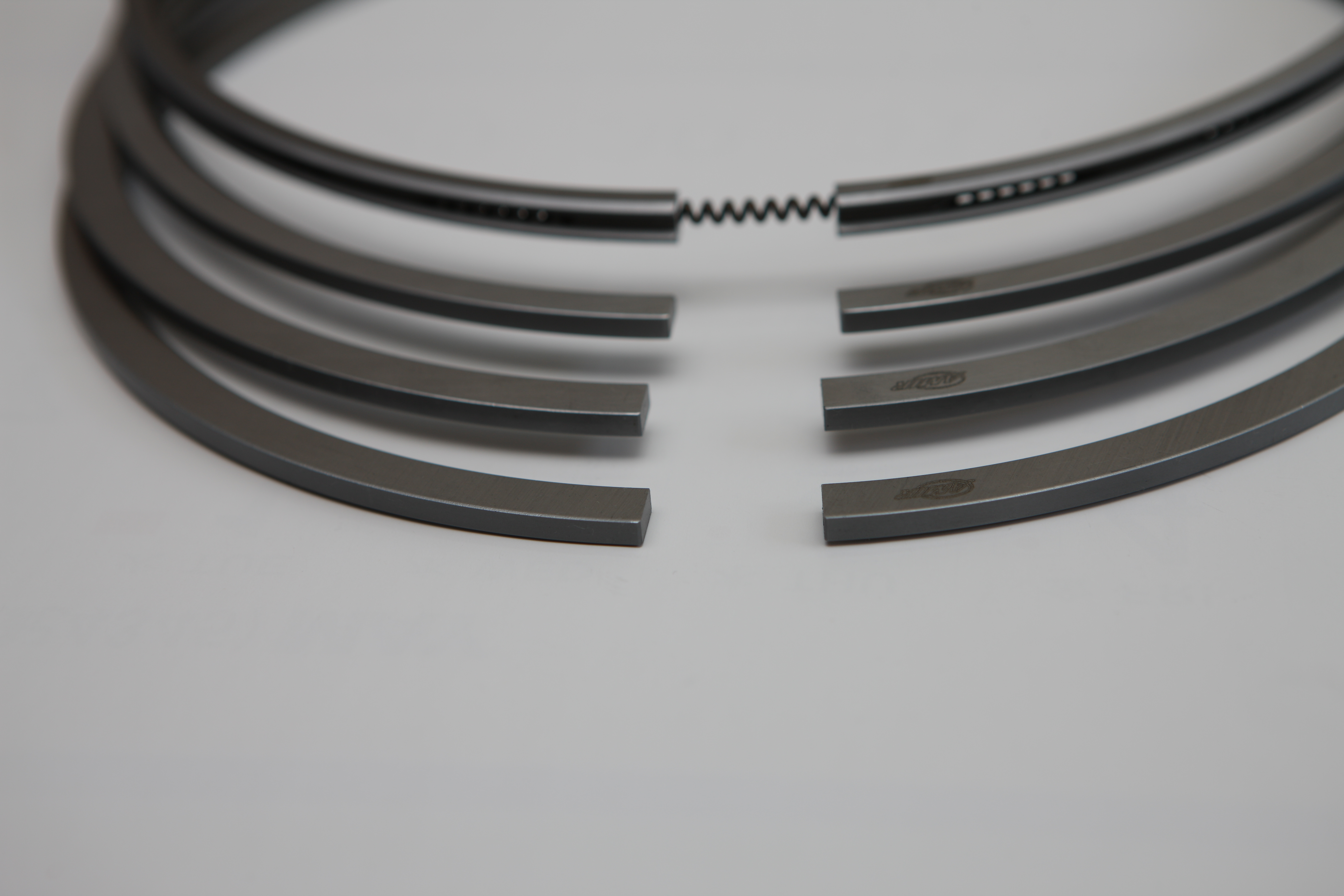
Komplet pierścieni tłokowych

Pierścienie tłokowe – elementy uszczelniające oddzielające komorę spalania silnika spalinowego tłokowego od skrzyni korbowej oraz zgarniające nadmiar oleju ze ścianek cylindra. Wykonane są z żeliwa ciągliwego lub szarego sferoidalnego, czasem z walcowanych prętów stalowych. Powierzchnie robocze pierścieni są powszechnie pokrywane powłokami np.: chromowymi lub z azotku chromu, z dwusiarczku molibdenu lub z węgla diamentopodobnego.

## Budowa
Pierścienie są przecięte w jednym miejscu, tak aby możliwe było ich rozszerzenie i nałożenie na tłok oraz aby występował odpowiedni nacisk powierzchni zewnętrznej pierścienia do tulei cylindra wywołany napięciem wstępnym sprężystego pierścienia. Miejsce, gdzie w tłoku jest występ niwelujący nieciągłość pierścieni, nazywa się zamkiem. Między pierścieniem a cylindrem znajduje się cienka warstwa oleju zmniejszająca tarcie między pierścieniem a tuleją cylindra. Nieszczelność pierścieni powoduje spadek kompresji, a co za tym idzie utratę mocy i sprawności silnika, lub wzrost zużycia oleju, który nie jest dokładnie zgarniany ze ścianek cylindra i częściowo ulega spaleniu.

## Rodzaje
W silnikach tłokowych występują trzy podstawowe rodzaje pierścieni:
- pierścienie uszczelniające, których zadaniem jest utrzymanie możliwie wysokiej kompresji i zapobieganie przeciekom spalin zamkniętych pod wysokim ciśnieniem w komorze nad tłokiem do skrzyni korbowej (przestrzeni pod tłokiem), w której ciśnienie jest bliskie atmosferycznemu;
- pierścienie zgarniające, które zgarniają z tulei cylindra nadmiar oleju, pozostawiając stosunkowo cienki "film olejowy" na gładzi cylindra, zapobiegając przedostawaniu się do przestrzeni nad tłokiem nadmiernej ilości oleju.
- pierścienie kompresyjno-zgarniające, ich zadaniem jest zatrzymanie gazów, które przedostały się przez pierścień uszczelniający oraz zgarnianie nadmiaru oleju z gładzi cylindra.

## Usterki
Podstawowe usterki przytrafiające się pierścieniom to:
- zapieczenie się pierścieni, polegające na zaklejeniu pierścieni w rowkach tłoka nagarem powstającym podczas spalania paliwa. Pierścień zostaje unieruchomiony i nie wywiera nacisku na gładź cylindra, co zmniejsza lub całkowicie niweluje jego działanie. Może to być wynikiem występowania nieprawidłowego spalania, lub zanieczyszczenia paliwa;
- pęknięcie pierścienia, powstałe w wyniku nieprawidłowego montażu, wad materiałowych lub wystąpienia ponadprzeciętnych obciążeń termicznych. Pęknięcie jest stosunkowo groźnym uszkodzeniem, gdyż może doprowadzić do porysowania gładzi cylindra, co może być przyczyną dalszego spadku kompresji.

W starszych silnikach sprężyny potrafią wyżłobić rowki w wewnętrznej powierzchni pierścienia zgarniającego [olejowego] przez co pierścienie się nie mogą rozprężyć, towarzyszy temu nadmierne spalanie oleju i dymienie
- zużycie pierścienia (wytarcie) co również zmniejsza kompresję i sprawność silnika, podobnie jak powyższe.

## Sprawdzanie
Niska kompresja spowodowana pękniętym lub zapieczonym pierścieniem może zostać wykryta w czasie pomiarów kompresji. W tym celu należy w czasie pomiaru (w stanie zimnym) doprowadzić niewielką ilość oleju na denko tłoka. Olej ma się rozlać po tłoku uszczelniając luz między tłokiem (pierścieniami) a cylindrem. Jeśli podczas pomiaru kompresja będzie większa, niż przed doprowadzeniem oleju, oznacza to uszkodzenie pierścieni. Jeśli kompresja po doprowadzeniu oleju nie poprawi się, oznacza to utratę szczelności w głowicy (zawory, gniazda zaworowe).